# Наштетен
Наштетен (њем. Nastätten) град је у њемачкој савезној држави Рајна-Палатинат. Једно је од 137 општинских средишта округа Рајн-Лан. Према процјени из 2010. у граду је живјело 4.224 становника. Посједује регионалну шифру (AGS) 7141092.

## Географски и демографски подаци
Наштетен се налази у савезној држави Рајна-Палатинат у округу Рајн-Лан. Град се налази на надморској висини од 280 метара. Површина општине износи 13,0 km². У самом граду је, према процјени из 2010. године, живјело 4.224 становника. Просјечна густина становништва износи 324 становника/km².

## Међународна сарадња
| Мјесто  | Држава    | Врста сарадње | Од    |
| ------- | --------- | ------------- | ----- |
| Формери | Француска | партнерство   | 1986. |
| Извор   |           |               |       |